# Gustave Le Rouge
Pour les articles homonymes, voir Le Rouge et Lerouge.
 (janvier 2021).
Œuvres principales
- La Conspiration des Milliardaires (1899-1900)
- La Princesse des Airs (1902)
- Le Sous-marin « Jules Verne » (1902)
- Le Prisonnier de la planète Mars (1908)
- La Guerre des vampires (1909)
- Le Mystérieux Docteur Cornélius (1911-1912)

Gustave Lerouge, dit Gustave Le Rouge, né à Valognes le 22 juillet 1867 et mort à Paris le 24 février 1938, est un écrivain et journaliste français.
Polygraphe, il signe de nombreux ouvrages sur toutes sortes de sujets : un roman de cape et d'épée, des poèmes, une anthologie commentée de Brillat-Savarin, des Souvenirs, des pièces de théâtre, des scénarios de films policiers, des ciné-romans à épisode, des anthologies, des essais, des ouvrages de critique, et surtout des romans d'aventure populaires dont la plupart incorporent une dose de fantastique, de science-fiction ou de merveilleux.
Dans les pas de Jules Verne et de Paul d'Ivoi dans ses premiers essais dans ce genre (La Conspiration des milliardaires, 1899-1900 ; La Princesse des Airs, 1902 ; Le Sous-marin « Jules Verne », 1902), il s'en démarque nettement dans les ouvrages plus aboutis du cycle martien (Le Prisonnier de la planète Mars, 1908 ; La Guerre des vampires, 1909) et dans Le Mystérieux Docteur Cornélius (1912-1913, 18 fascicules), considéré comme son chef-d'œuvre, un roman dont le héros maléfique est le docteur Cornélius Kramm, « le sculpteur de chair humaine » inventeur de la carnoplastie, une technique qui permet à une personne de prendre l'apparence d'une autre. Le Rouge y récuse tout souci de vraisemblance scientifique au profit d'un style très personnel, caractérisé par une circulation permanente entre le plan du rationalisme et celui de l'occultisme, et par l'imbrication fréquente entre l'aventure et l'intrigue sentimentale (à la différence de Jules Verne). Ses romans de science-fiction évoquent Maurice Leblanc, Gaston Leroux et surtout Maurice Renard.
Ses thématiques personnelles s'appuient sur un anti-américanisme viscéral, nourri d'un puissant anti-capitalisme (La Conspiration des Milliardaires, Todd Marvel, détective milliardaire), fruit d'une sensibilité politique qui oscille entre anarchisme et socialisme.
La puissance de l'imagination fertile de Gustave Le Rouge, ses pittoresques et attachantes créations, son style parfois délirant, ont fait de lui un auteur reconnu par les surréalistes. Longtemps profondément méconnu, il jouit aujourd'hui d'une notoriété relative grâce au portrait qu'en a donné Blaise Cendrars dans L'Homme foudroyé et aux rééditions faites à l'instigation de Francis Lacassin depuis la fin des années 1970.

## Biographie

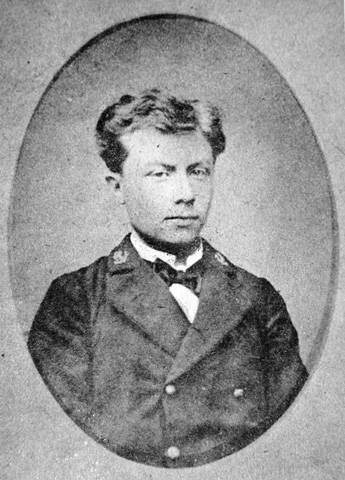
Gustave Le Rouge en costume d'interne du collège de Cherbourg, vers 1885.

Gustave Le Rouge est le fils d'un petit entrepreneur de peinture en bâtiment spécialisé dans les travaux de dorure, également prénommé Gustave, et de sa femme née Sophie Rouxel. Son frère cadet, Paul, sera magistrat. La famille est de bonne bourgeoisie, avec un grand-père longtemps maire de Réville.
Il fait ses études primaires à l'école communale de garçons puis au collège de Valognes, dirigé par des Eudistes, avant d'entrer au collège de Cherbourg (1881). Il obtient son baccalauréat de philosophie en juin 1886. Après avoir envisagé un instant l'École navale, il fait son droit à la Faculté de Caen, obtenant sa licence en septembre 1889. Parallèlement, il est secrétaire de rédaction à l'hebdomadaire local Le Matin Normand (5000 exemplaires) et publie dans de petites revues littéraires comme Les Abeilles Normandes.

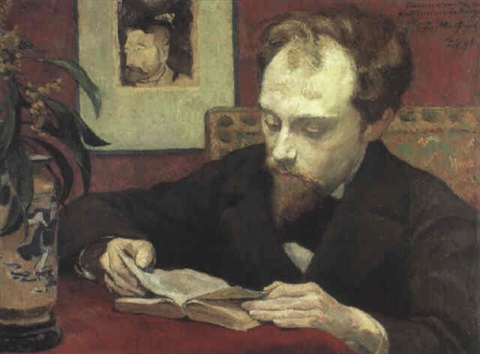
Gustave Le Rouge peint par George-Daniel de Monfreid, 1896.

Venu à Paris poursuivre ses études, il mène une existence artiste et bohème, publiant des articles et des poèmes dans de petites revues (La Revue septentrionale qui accueille en 1890 ses premiers articles signés de son nom, L'Art social, La Revue rouge, Le Procope, La Revue d'un passant), faisant jouer des saynètes au Procope ou au cabaret montmartrois Le Chat rouge, et exerçant toute sorte de métiers : employé d'une compagnie de chemins de fer, secrétaire au cirque Priami, marionnettiste, chansonnier, acteur, directeur du Théâtre d'étude (qui ne commença jamais ses activités), secrétaire de rédaction de la revue L'Épreuve (en 1895) puis, avec son ami Adolphe Gensse, de La Revue d'un passant (de 1896 à 1903). C'est une période de soucis d'argent perpétuels, provisoirement soldés par des expédients.
En mars 1890, il rencontre Paul Verlaine, dont il devient un intime, allant jusqu'à partager le dernier repas du poète le jour de la mort de celui-ci.

« Lerouge ! Et vous ? Tout cœur et toute flamme vive,

Qu'allez-vous faire en notre exil ainsi qu'il est,

Vous, une si belle âme en un monde si laid ? »

— Extrait de À Gustave Lerouge Paul Verlaine, Broussais, décembre 1891.
|                                                                                               |  |  |
| Gustave Guitton et Gustave Le Rouge (portrait anonyme d'après Maurice de Lambert, vers 1899). |  |  |

En 1899, il publie, sans doute à compte d'auteur, son premier livre, un recueil de poésies intitulé Le Marchand de nuages, entame une collaboration plus alimentaire avec Gustave Guitton pour le cycle de La Conspiration des milliardaires. Elle se poursuivra dans la même veine avec Les Conquérants de la mer (1902), La Princesse des airs (1902), Le Sous-marin « Jules Verne » (1903). Les deux hommes se brouilleront en 1903, sans doute à la suite de la réédition sous le seul nom de Gustave Guitton, des Conquérants de la mer.
À la même époque, Gustave Le Rouge fait deux séjours en Tunisie, en 1901 et 1902 où il s'essaye à l'agriculture en Kroumirie et publie un journal, La Voix de la France, qui n'a que quatre numéros mais lui vaut une condamnation judiciaire à 6000 francs d'amende.
Après un séjour de trois mois à Jersey à l'été 1902, il épouse, le 8 novembre 1902, Juliette Henriette Torri (1874-1909), dite « Riri », couturière et modèle du sculpteur Emile Bourdelle. Le couple habite d'abord au 1 (ou 21) bis, rue Lacaille puis s'installe au 17, rue des Apennins. « Riri » mourra prématurément, en 1909, à 35 ans.
Après un projet avorté de collaboration avec Hugues Rebell pour une histoire romancée de la flibuste, Le Rouge commence en 1904 à publier sous son nom seul des romans d'aventure comme La Reine des éléphants, L'Espionne du Grand Lama, Le Prisonnier de la planète Mars (1908), La Guerre des vampires (1909) puis, à partir de novembre 1912, les 18 fascicules mensuels qui composent Le Mystérieux Docteur Cornélius, dont Blaise Cendrars tirera la matière de son recueil Kodak en 1924.
En 1911, Le Rouge publie avec F.-A. Cazals un document intitulé Les Derniers Jours de Paul Verlaine, préfacé par Maurice Barrès.
Après la bataille de la Marne, Gustave Le Rouge devient correspondant de guerre et chroniqueur au journal L'Information, avant de devenir chef du service du reportage en banlieue du Petit Parisien à la fin de la Guerre. Il en sera renvoyé pour avoir inventé un fait divers.
C'est au Petit Parisien que Le Rouge rencontre Blaise Cendrars, sans doute en 1919. Le Rouge exercera une véritable fascination sur le poète suisse qui en brosse un portrait saisissant, quoique peu fidèle, dans L'Homme foudroyé (1945), et l'évoque également dans La Perle fiévreuse (1922) et Bourlinguer (1948).
Le 14 septembre 1920, il se remarie avec une jeune femme de vingt ans plus jeune, Françoise Adeline Vialloux (1882-1941), dont le visage est non pas défiguré par un coup de fouet, comme le prétend Cendrars, mais mangé par un lupus. Le couple habite un modeste appartement au cinquième étage de l'immeuble du 46, rue Lacroix. Le Rouge continue de publier des romans comme Todd Marvel, détective milliardaire (1923), et réédite ses publications antérieures, souvent en en changeant le titre.
Il se lie avec le rédacteur en chef des Nouvelles littéraires, créées en octobre 1922, Frédéric Lefèvre, et fréquente le secrétaire d'Anatole France Jean-Jacques Brousson, le dessinateur et critique Jean Texcier, le poète Vincent Muselli et le romancier Marcel Hamon, qui sera son médecin personnel.
En 1928, il publie un recueil de souvenirs littéraires intitulé Verlainiens et décadents, source précieuse d'informations sur Jules Tellier, Paul Verlaine, Hugues Rebell, Léon Bloy, Jules Barbey d'Aurevilly ou Laurent Tailhade…
Gustave Le Rouge meurt à l'hôpital Lariboisière, d'un cancer de la prostate, le 24 février 1938. Il était officier des Palmes académiques.

## Œuvre
Dans L'Homme foudroyé, Blaise Cendrars affirme que Gustave Lerouge a écrit 312 volumes : il « est l'auteur de 312 ouvrages (en tout cas, c'est le nombre de ceux que je tenais de sa main et qui figuraient dans ma bibliothèque pillée en juin 40) dont beaucoup en plusieurs volumes et l'un, Le Mystérieux Docteur Cornélius, ce chef-d'œuvre du roman d'aventures scientifico-policières, en 56 livraisons de 150 pages, et d'autres, qui ne sont même pas signés, Gustave Lerouge travaillant souvent pour des éditeurs qui ne sont même pas de 17e ordre ». Francis Lacassin (Préface au Prisonnier de la planète Mars, Paris, Union générale d'éditions, 1976), pour sa part, recense 163 tomes, épisodes ou fascicules formant 73 titres.
- L'Infidèle punie (1895 ?) : théâtre
- Contes à la vapeur pour rire en wagon, contes (avec Gustave Guitton) (1898 ?)
- Le Quartier latin (avec Georges Renault), Flammarion, 1899 : essai
- Le Marchand de nuages, 1899 (recueil de poèmes, aucun exemplaire connu)
- La Conspiration des milliardaires (avec Gustave Guitton) (1899-1900) Résumé : les péripéties de la construction d'un chemin de fer « subatlantique », dans la veine d'un Jules Verne en version plus fantaisiste.
- Les Conquérants de la mer (avec Gustave Guitton) (1902)
- La Princesse des airs (avec Gustave Guitton) (1902) Résumé : la recherche des naufragés d'un « aéroscaphe ».
- Le Sous-marin « Jules Verne » (avec Gustave Guitton) (1902) Roman très clairement inspiré de Vingt Mille Lieues sous les mers de Jules Verne.
- L'Esclave amoureuse (1904) (roman à l'eau-de-rose)
- La Fiancée du déserteur (1904)
- Le Voleur de visages (1904) : roman Roman qui esquisse le futur Mystérieux Docteur Cornélius de 1912.
- L'Espionne du grand Lama (1905)
- Les Écumeurs de la Pampa (1905)
- La Reine des éléphants (1906)
- Le Secret de Madame Gisèle (1908 ?)
- Le Prisonnier de la planète Mars (1908) : roman Réédité en 1912 sous le titre Le Naufragé de l'Espace. Résumé : un étonnant voyage dans la planète Mars en utilisant l'énergie télépathique de milliers de fakirs rassemblés dans un monastère de l'Inde.
- La Guerre des vampires (1909) Roman réédité en 1912 sous le titre L'Astre d'épouvante. Suite du Prisonnier de la planète Mars.
- Les Derniers Jours de Paul Verlaine (avec F.-A. Cazals) (1911) : document littéraire
- Le Secret de la châtelaine (1912) : roman
- La Mandragore magique (1912) : essai
- Turquie (1912) : anthologie commentée
- Le Mystérieux Docteur Cornélius (1912-1913) Résumé : les aventures d'un sinistre savant fou, inventeur de la « carnoplastie », un procédé qui permet de donner à un individu l'apparence d'un autre.
- La Vengeance du Docteur Mohr (1914)
- Le Fantôme de la danseuse (1914)
- Le Masque de linge (1914)
- La Rue hantée (1914)
- Nos gosses et la guerre (1915)
- Nos bêtes et la guerre (1915)
- Eux et nous (1915) : essai
- scénario du film Charley Colms, film policier (1915)
- Le Tapis empoisonné (1916)
- Le Crime d'une midinette (1916)
- Le Fils du naufrageur (1916)
- La Seconde Femme (1916)
- Reims sous les obus (1917) : témoignage
- L'Espionne de la marine (1917) : roman d'espionnage
- Le Journal d'un otage (1917) : témoignage
- Le Carnet d'un reporter (1918) : témoignage
- Mademoiselle Jeanne (1918)
- L'Héroïne du Colorado (avec Henry de Brisay) (1918)
- Amis d'enfance (1919)
- Un drame de l'invasion (1920)
- La Gazette des Ardennes (avec Louis Chassereau) (1920)
- Mystéria (1921)
- L'Héritière de l'île perdue (1922)
- Savoir manger (1922): anthologie commentée de textes de Brillat-Savarin
- La Dame noire des frontières (1923)
- Todd Marvel, détective milliardaire (1923)
- Les Chefs-d'œuvre de la littérature fantastique (1924) : anthologie
- Les Chefs-d'œuvre de l'occultisme (1925) : anthologie
- Un coup de sang (1927)
- La Vallée du désespoir (1927-28)
- Verlainiens et décadents (1928) : souvenirs
- Le Mystère de Blocqueval (1929) : roman sentimental
- Derelicta (1930) : poèmes

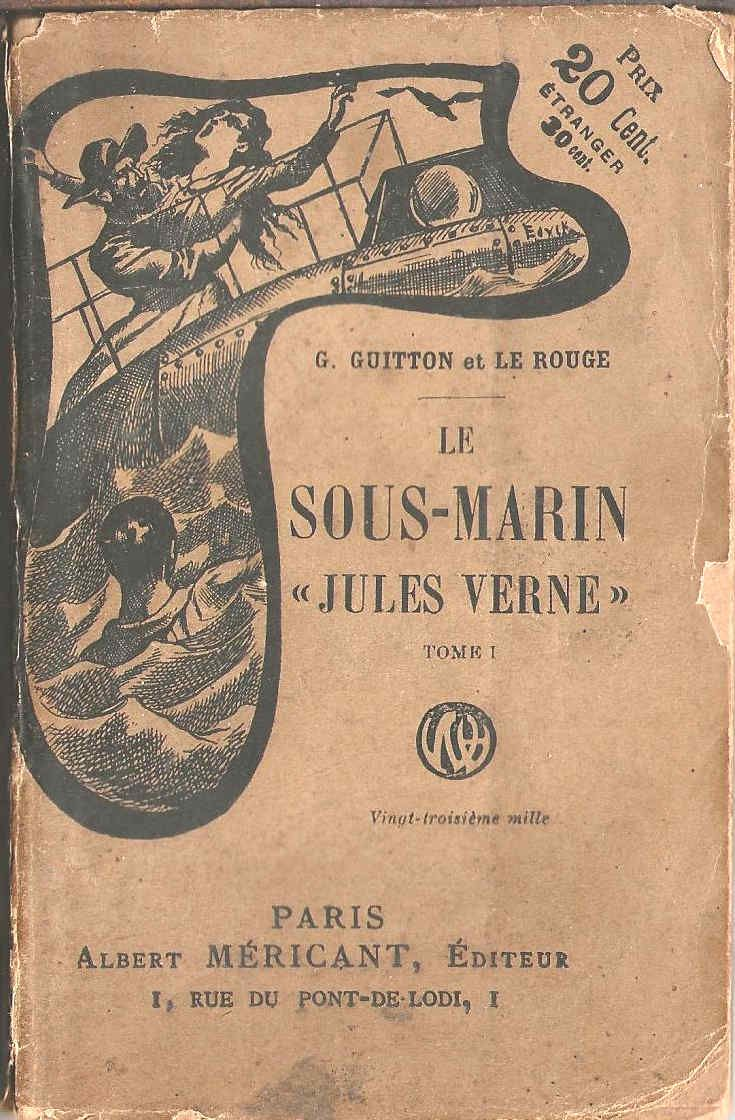
Le sous-marin « Jules Verne » (Albert Méricant, 1903).
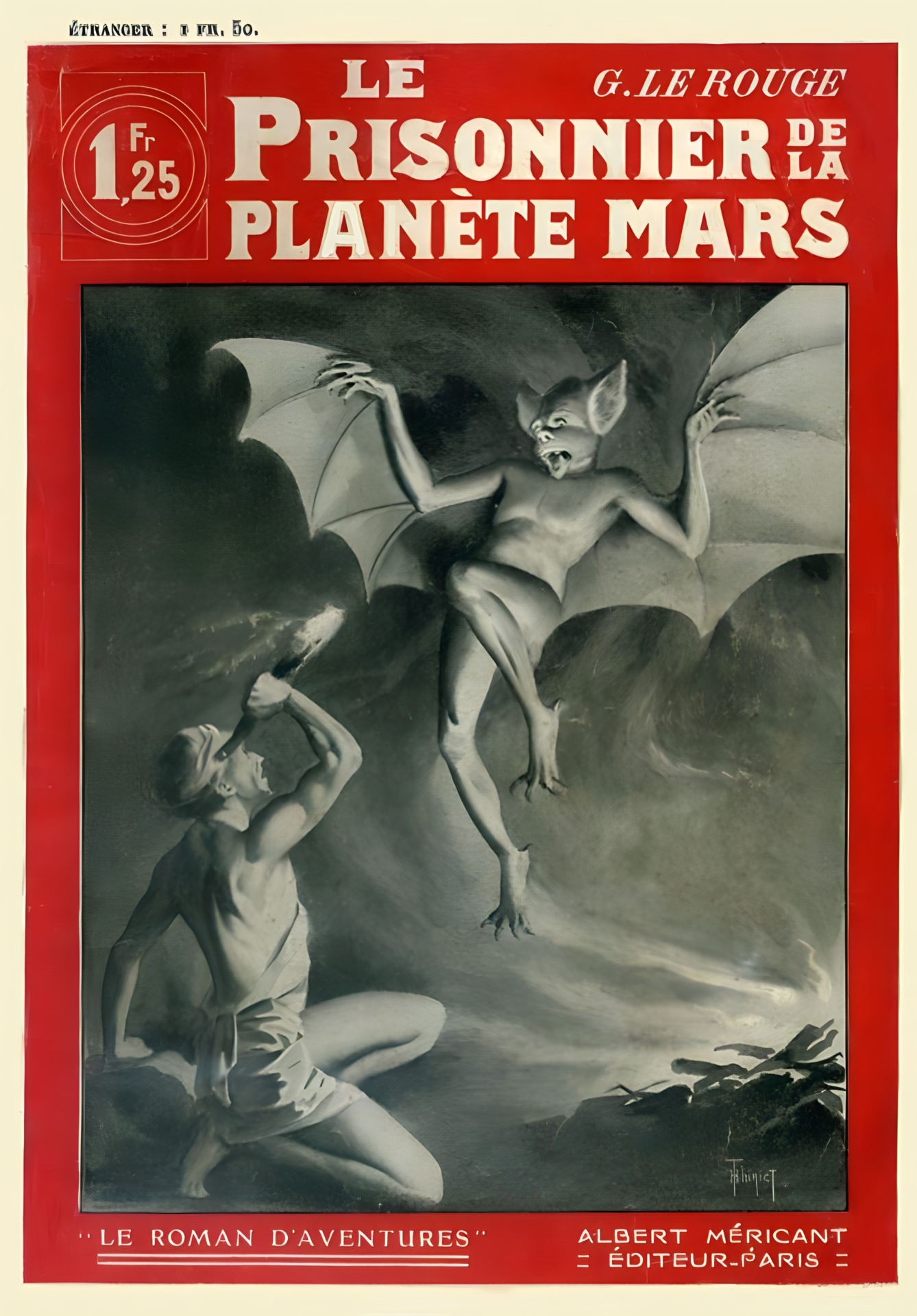
Le Prisonnier de la planète Mars, couverture illustrée par Henri Thiriet (Albert Méricant, 1908).
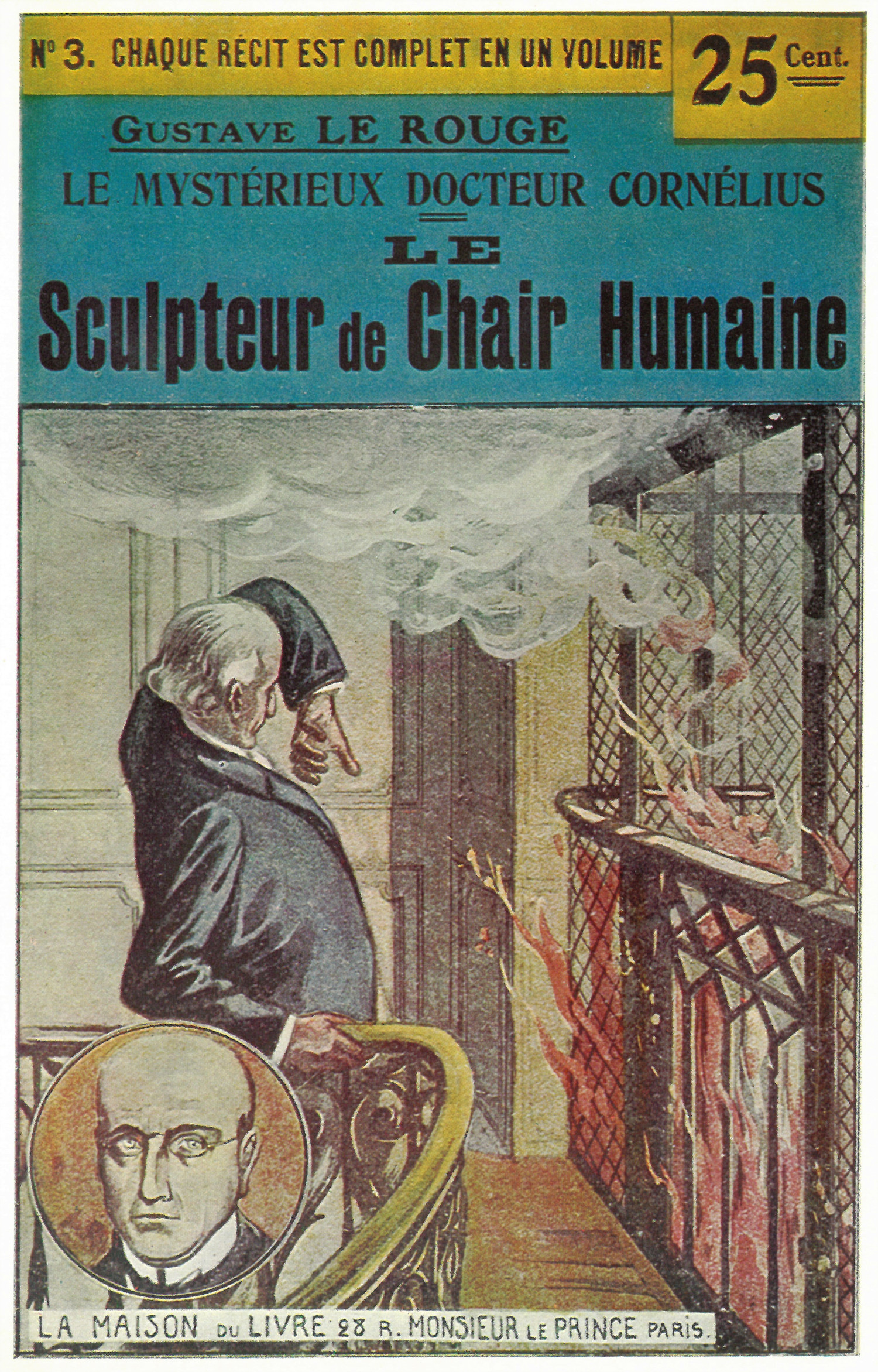
Le Mystérieux Docteur Cornélius, fascicule no 3 (La Maison du Livre, 1912).
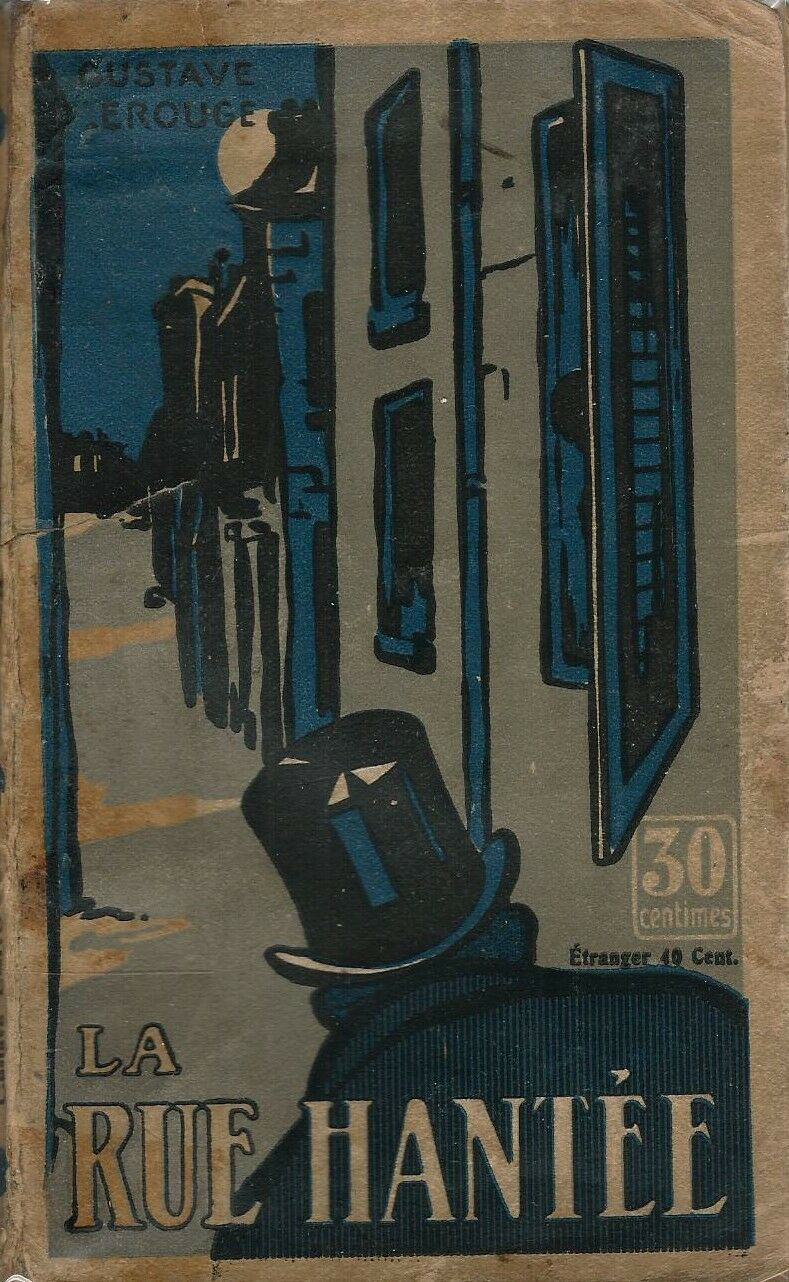
La Rue hantée (Nilsson, 1914).
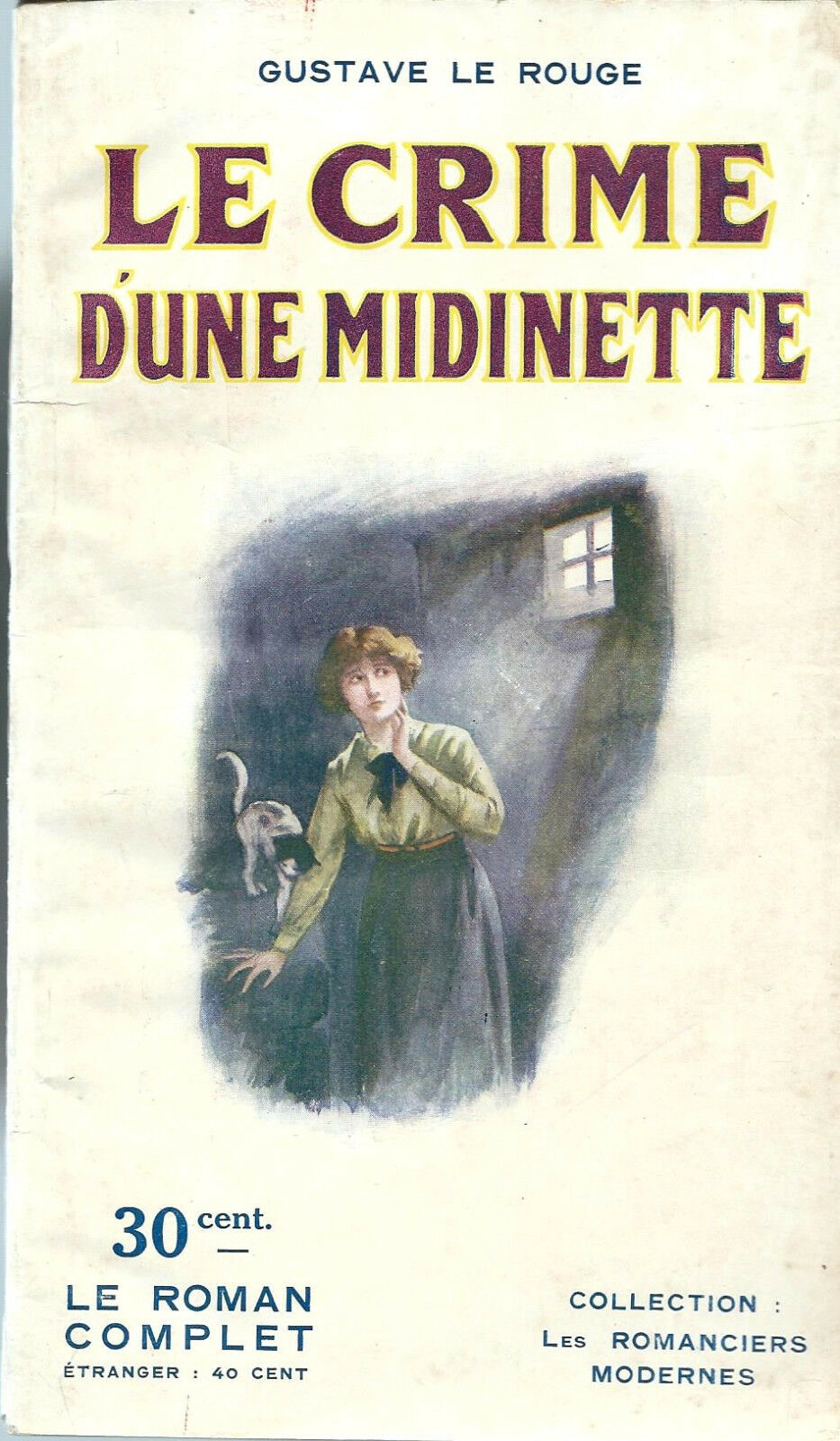
Le crime d'une midinette (Nilsson, 1917).
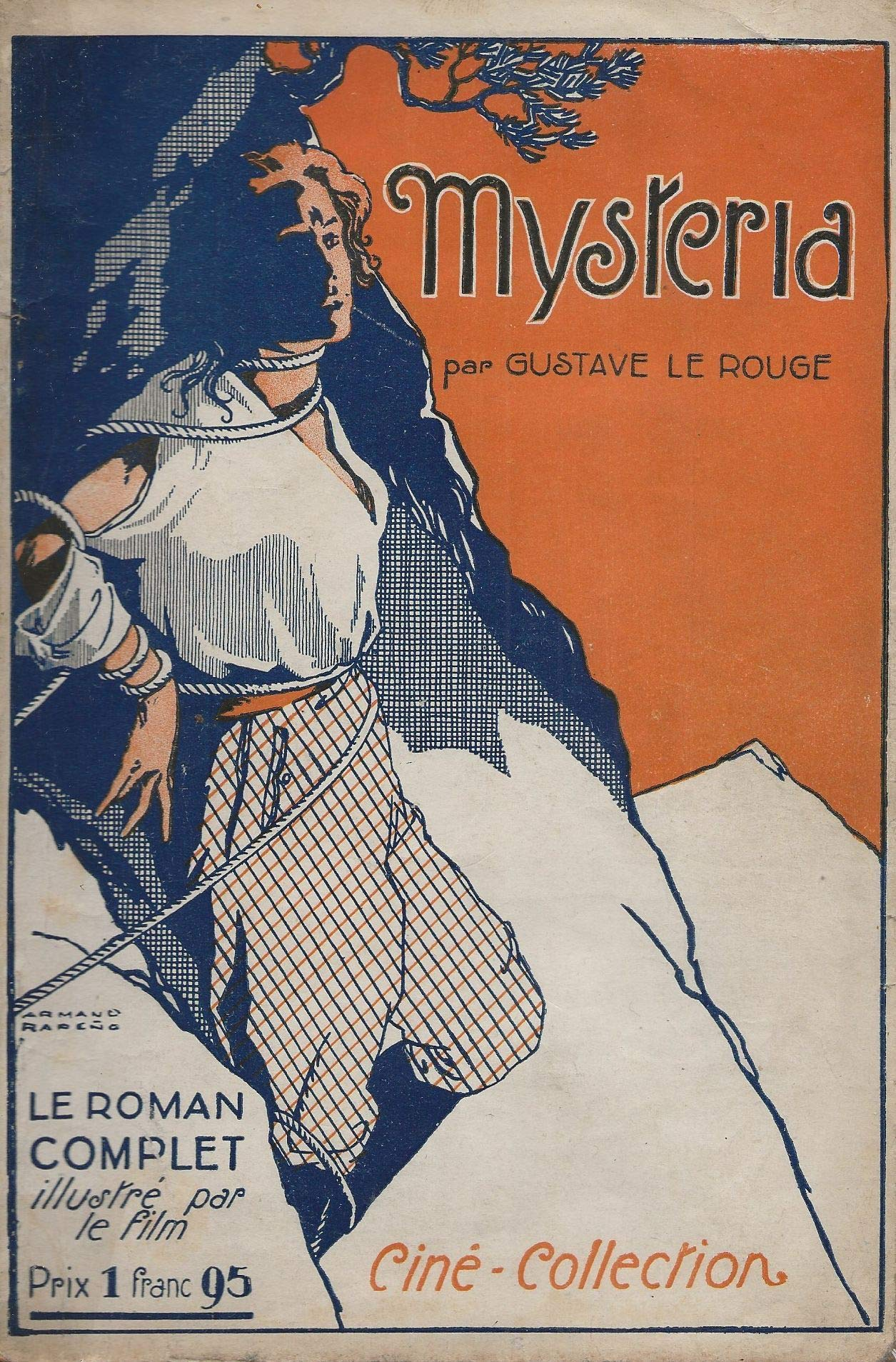
Mystéria, couverture illustrée par Armand Rapeño (Ciné-Collection, 1921).
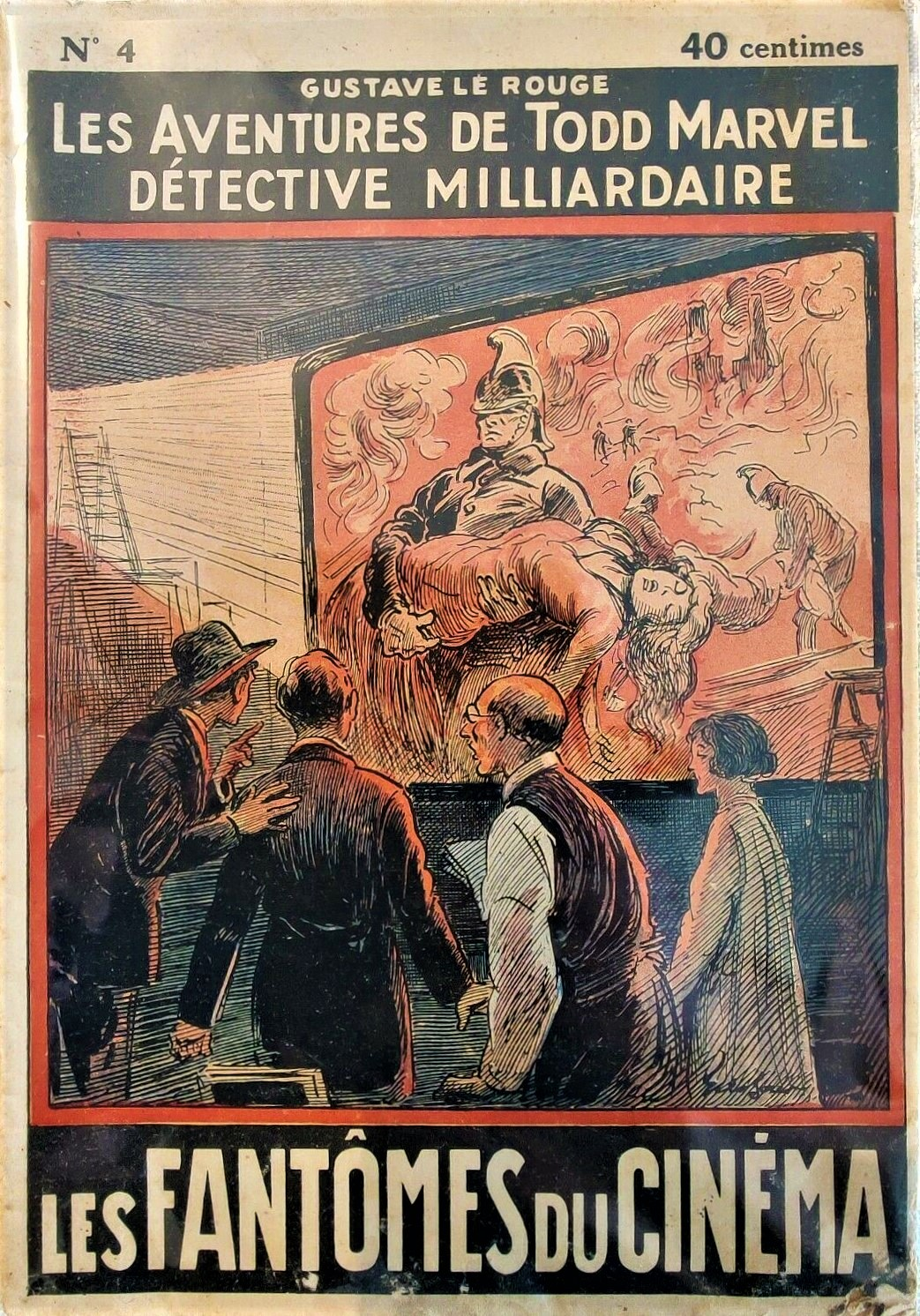
Les aventures de Todd Marvel détective milliardaire, fascicule no 4 (La Semeuse, 1923).

## Dans la culture
La série télévisée Le Mystérieux Docteur Cornélius a été réalisée en 1984 par Maurice Frydland, à partir du roman éponyme, avec Gérard Desarthe dans le rôle-titre.
L'œuvre a également été adaptée et diffusée sous forme de feuilleton radio par France Culture en 1977-1978, et rediffusée sur cette même antenne à l'été 2019.